# Trnovica, Ivančna Gorica
Trnovica este o localitate din comuna Ivančna Gorica, Slovenia, cu o populație de 22 de locuitori.